# Харагун (Забайкальский край)
Харагу́н (бур. Хара Уhан) — село в Хилокском районе Забайкальского края России. Административный центр сельского поселения Харагунское.
Железнодорожная станция Харагун Забайкальской железной дороги.

## География
Расположено на правобережье реки Хилок (в 2 км от главного русла), на Транссибирской магистрали, в 59 км к северо-востоку от районного центра — города Хилок. Через село протекает правый приток Хилка — речка Харагунка

## История
Основано в 1895 году как разъезд на строящейся Забайкальской железной дороге.

## Население
| 2010 | 2021  |
| ---- | ----- |
| 2800 | ↘2455 |